# Saint-Sève
Ne doit pas être confondue avec la commune Sainte-Sève
Saint-Sève est une commune du Sud-Ouest de la France, située dans le département de la Gironde, en région Nouvelle-Aquitaine.

## Géographie

### Localisation
La commune se trouve dans l'Entre-deux-Mers, à 62 km à l'est-sud-est de Bordeaux, chef-lieu du département, à 23 km à l'est-nord-est de Langon, chef-lieu d'arrondissement et à 3,5 km au nord de La Réole, ancien chef-lieu de canton. Elle fait partie de l'aire d'attraction de La Réole.

### Communes limitrophes
Les communes limitrophes en sont Loubens au nord, Saint-Hilaire-de-la-Noaille à l'est, La Réole aux sud et sud-ouest et Bagas au nord-ouest.
| Bagas    | Loubens    |                             |
|          | Saint-Sève | Saint-Hilaire-de-la-Noaille |
| La Réole |            |                             |

### Climat
Pour des articles plus généraux, voir Climat de la Nouvelle-Aquitaine et Climat de la Gironde.
Historiquement, la commune est exposée à un climat océanique aquitain.  
En 2020, Météo-France publie une typologie des climats de la France métropolitaine dans laquelle la commune est exposée à un climat océanique et est dans la région climatique  Aquitaine, Gascogne, caractérisée par une pluviométrie abondante au printemps, modérée en automne, un faible ensoleillement au printemps, un été chaud (19,5 °C), des vents faibles, des brouillards fréquents en automne et en hiver et des orages fréquents en été (15 à 20 jours).
Pour la période 1971-2000, la température annuelle moyenne est de 13,2 °C, avec une amplitude thermique annuelle de 15,2 °C. Le cumul annuel moyen de précipitations est de 819 mm, avec 11,2 jours de précipitations en janvier et 6,5 jours en juillet. Pour la période 1991-2020, la température moyenne annuelle observée sur la station météorologique la plus proche, située sur la commune de Saint-Sulpice-de-Pommiers à 9,56 km à vol d'oiseau, est de 13,8 °C et le cumul annuel moyen de précipitations est de 764,8 mm,. Pour l'avenir, les paramètres climatiques de la commune estimés pour 2050 selon différents scénarios d’émission de gaz à effet de serre sont consultables sur un site dédié publié par Météo-France en novembre 2022.

## Urbanisme

### Typologie
Au 1er janvier 2024, Saint-Sève est catégorisée commune rurale à habitat dispersé, selon la nouvelle grille communale de densité à sept niveaux définie par l'Insee en 2022.
Elle est située hors unité urbaine. Par ailleurs la commune fait partie de l'aire d'attraction de La Réole, dont elle est une commune de la couronne,. Cette aire, qui regroupe 20 communes, est catégorisée dans les aires de moins de 50 000 habitants,.

### Occupation des sols

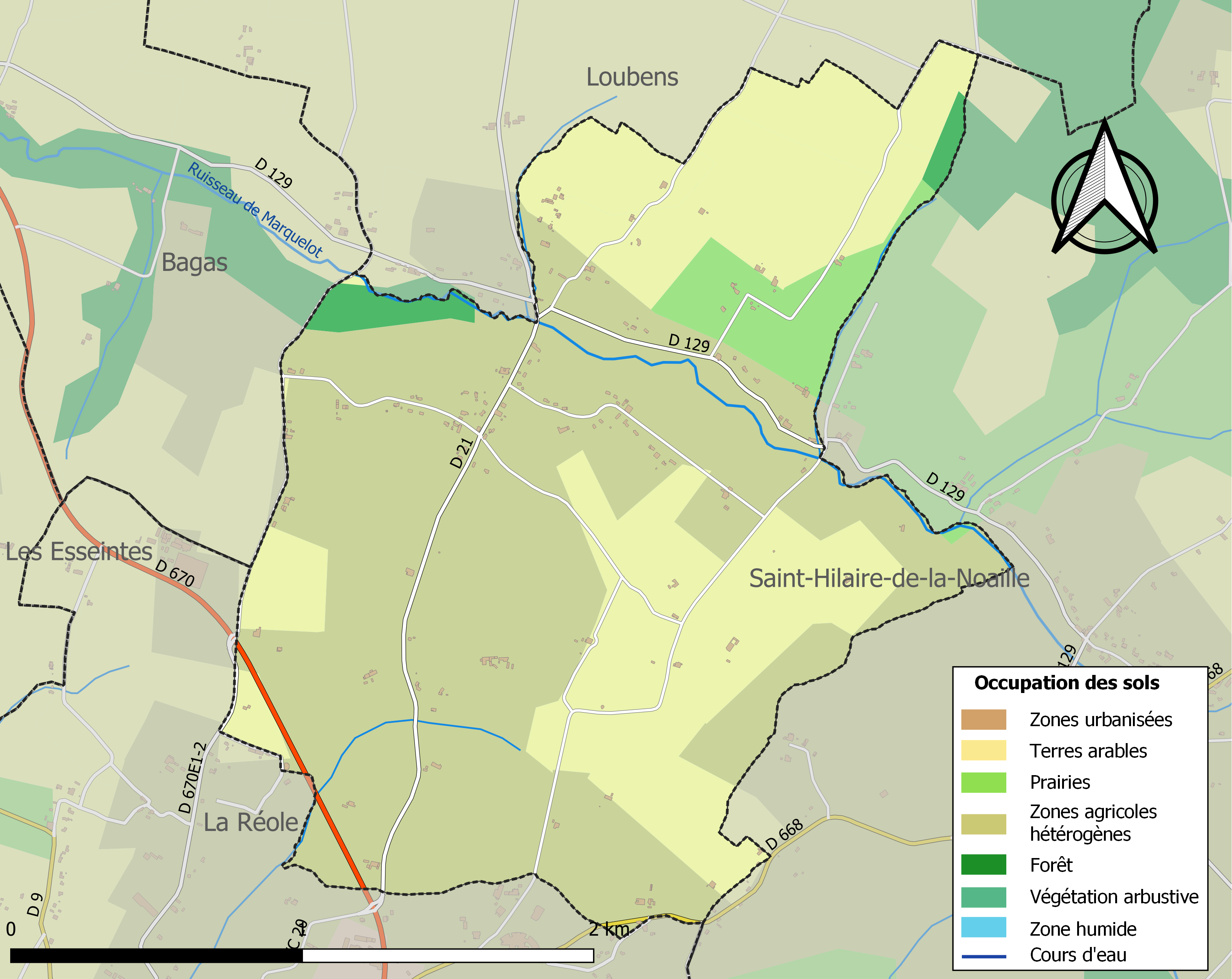
Carte des infrastructures et de l'occupation des sols de la commune en 2018 (CLC).

L'occupation des sols de la commune, telle qu'elle ressort de la base de données européenne d’occupation biophysique des sols Corine Land Cover (CLC), est marquée par l'importance des territoires agricoles (98,2 % en 2018), une proportion identique à celle de 1990 (98,2 %). La répartition détaillée en 2018 est la suivante : 
zones agricoles hétérogènes (59,3 %), cultures permanentes (25,8 %), terres arables (8,4 %), prairies (4,7 %), forêts (1,8 %). L'évolution de l’occupation des sols de la commune et de ses infrastructures peut être observée sur les différentes représentations cartographiques du territoire : la carte de Cassini (XVIIIe siècle), la carte d'état-major (1820-1866) et les cartes ou photos aériennes de l'IGN pour la période actuelle (1950 à aujourd'hui).

### Voies de communication et transports
La commune est traversée par la route départementale D21 qui mène au nord vers Loubens et au-delà vers Castelmoron-d'Albret  et vers le sud à La Réole et par la route départementale D129 qui relie Bagas au nord-ouest à Saint-Hilaire-de-la-Noaille au sud-est. Le bourg proprement dit se situe légèrement à l'écart de ces axes.

L'accès le plus proche à l'autoroute A62 (Bordeaux-Toulouse) est le no 4, dit de La Réole, distant de 12 km par la route vers le sud.

L'accès no 1, dit de Bazas, à l'autoroute A65 (Langon-Pau) se situe à 30 km vers le sud-sud-ouest.

L'accès le plus proche à l'autoroute A89 (Bordeaux-Lyon) est celui de l'échangeur autoroutier avec la route nationale 89 qui se situe à 42 km vers le nord-ouest.
La gare SNCF la plus proche est celle, distante de 4,5 km par la route vers le sud, de La Réole sur la ligne Bordeaux-Sète du TER Nouvelle-Aquitaine.

### Risques majeurs
Le territoire de la commune de Saint-Sève est vulnérable à différents aléas naturels : météorologiques (tempête, orage, neige, grand froid, canicule ou sécheresse) et séisme (sismicité très faible). Un site publié par le BRGM permet d'évaluer simplement et rapidement les risques d'un bien localisé soit par son adresse soit par le numéro de sa parcelle.

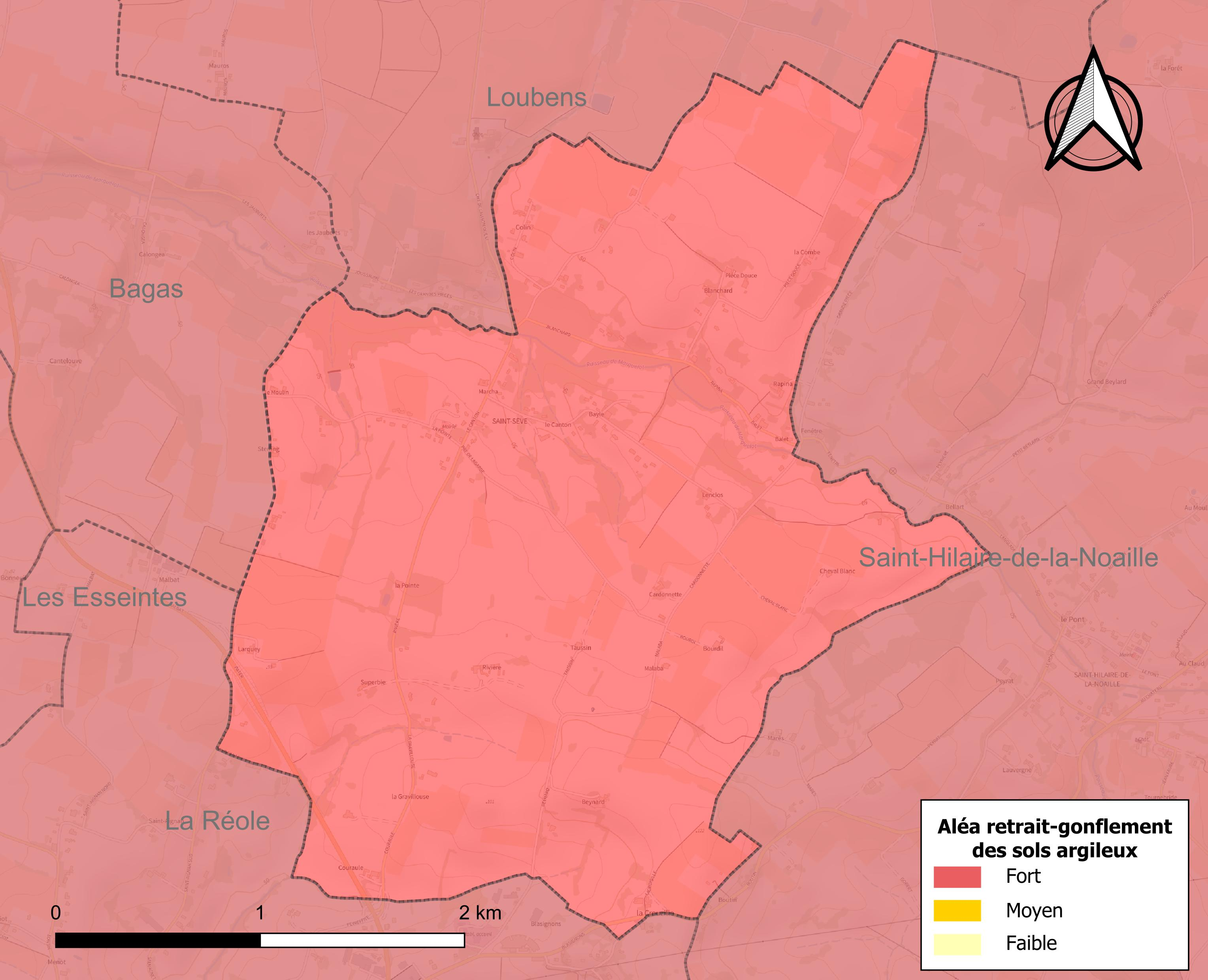
Carte des zones d'aléa retrait-gonflement des sols argileux de Saint-Sève.

Le retrait-gonflement des sols argileux est susceptible d'engendrer des dommages importants aux bâtiments en cas d’alternance de périodes de sécheresse et de pluie. La totalité de la commune est en aléa moyen ou fort (67,4 % au niveau départemental et 48,5 % au niveau national). Sur les 102 bâtiments dénombrés sur la commune en 2019, 102 sont en aléa moyen ou fort, soit 100 %, à comparer aux 84 % au niveau départemental et 54 % au niveau national. Une cartographie de l'exposition du territoire national au retrait gonflement des sols argileux est disponible sur le site du BRGM,.
La commune a été reconnue en état de catastrophe naturelle au titre des dommages causés par les inondations et coulées de boue survenues en 1982, 1988, 1999 et 2009, par la sécheresse en 2005, 2011 et 2017 et par des mouvements de terrain en 1999.

## Toponymie
Le nom de la commune viendrait de saint Sévère de Vienne, évangélisateur dans la région du Dauphiné, martyr du Ve siècle (445).
En gascon, le nom de la commune est Sent Sèver.
Les habitants sont appelés les Saint-Sévais.

## Histoire
À la Révolution, la paroisse Saint-Sève forme la commune de Saint-Sève.

## Politique et administration
| Période                                  | Période                   | Identité          | Étiquette | Qualité  |
| ---------------------------------------- | ------------------------- | ----------------- | --------- | -------- |
| mars 1976                                | ?                         | Aimée Pauly       | PCF       |          |
| mars 2008                                | mars 2014                 | Christophe Géry   |           |          |
| mars 2014                                | novembre 2014 (démission) | Christophe Rault  |           |          |
| 2015                                     | 2020                      | Virginie Chioetto |           | Employée |
| 2020                                     | En cours                  | Eliam Ardouin     |           |          |
| Les données manquantes sont à compléter. |                           |                   |           |          |

La démission, courant novembre 2014, de sept des onze membres du conseil municipal de la commune — dont le maire Christophe Rault —, une élection complémentaire de conseillers municipaux est organisée dont le premier tour est prévu le 1er mars 2015.

### Intercommunalité
Le 1er janvier 2014, la communauté de communes du Réolais ayant été supprimée, la commune de Saint-Sève s'est retrouvée intégrée à la communauté de communes du Réolais en Sud Gironde siégeant à La Réole.

## Démographie
L'évolution du nombre d'habitants est connue à travers les recensements de la population effectués dans la commune depuis 1793. Pour les communes de moins de 10 000 habitants, une enquête de recensement portant sur toute la population est réalisée tous les cinq ans, les populations de référence des années intermédiaires étant quant à elles estimées par interpolation ou extrapolation. Pour la commune, le premier recensement exhaustif entrant dans le cadre du nouveau dispositif a été réalisé en 2008.

En 2022, la commune comptait 251 habitants, en évolution de −1,18 % par rapport à 2016 (Gironde : +6,91 %, France hors Mayotte : +2,11 %).
| 1793 | 1800 | 1806 | 1821 | 1831 | 1836 | 1841 | 1846 | 1851 |
| ---- | ---- | ---- | ---- | ---- | ---- | ---- | ---- | ---- |
| 404  | 212  | 254  | 293  | 254  | 283  | 263  | 284  | 285  |

| 1856 | 1861 | 1866 | 1872 | 1876 | 1881 | 1886 | 1891 | 1896 |
| ---- | ---- | ---- | ---- | ---- | ---- | ---- | ---- | ---- |
| 267  | 250  | 236  | 223  | 235  | 262  | 231  | 210  | 208  |

| 1901 | 1906 | 1911 | 1921 | 1926 | 1931 | 1936 | 1946 | 1954 |
| ---- | ---- | ---- | ---- | ---- | ---- | ---- | ---- | ---- |
| 208  | 194  | 195  | 159  | 171  | 200  | 197  | 190  | 194  |

| 1962 | 1968 | 1975 | 1982 | 1990 | 1999 | 2006 | 2008 | 2013 |
| ---- | ---- | ---- | ---- | ---- | ---- | ---- | ---- | ---- |
| 163  | 175  | 130  | 150  | 177  | 193  | 205  | 209  | 230  |

| 2018 | 2022 | - | - | - | - | - | - | - |
| ---- | ---- | - | - | - | - | - | - | - |
| 254  | 251  | - | - | - | - | - | - | - |

## Culture locale et patrimoine

### Lieux et monuments
- L'église Sainte-Sève de Saint-Sève, de style roman et rénovée au XVIe siècle, n'est ni inscrite ni classée monument historique. Elle comporte un clocher-mur à trois baies et la façade le supportant est aveugle ; l'entrée en est latérale[25].

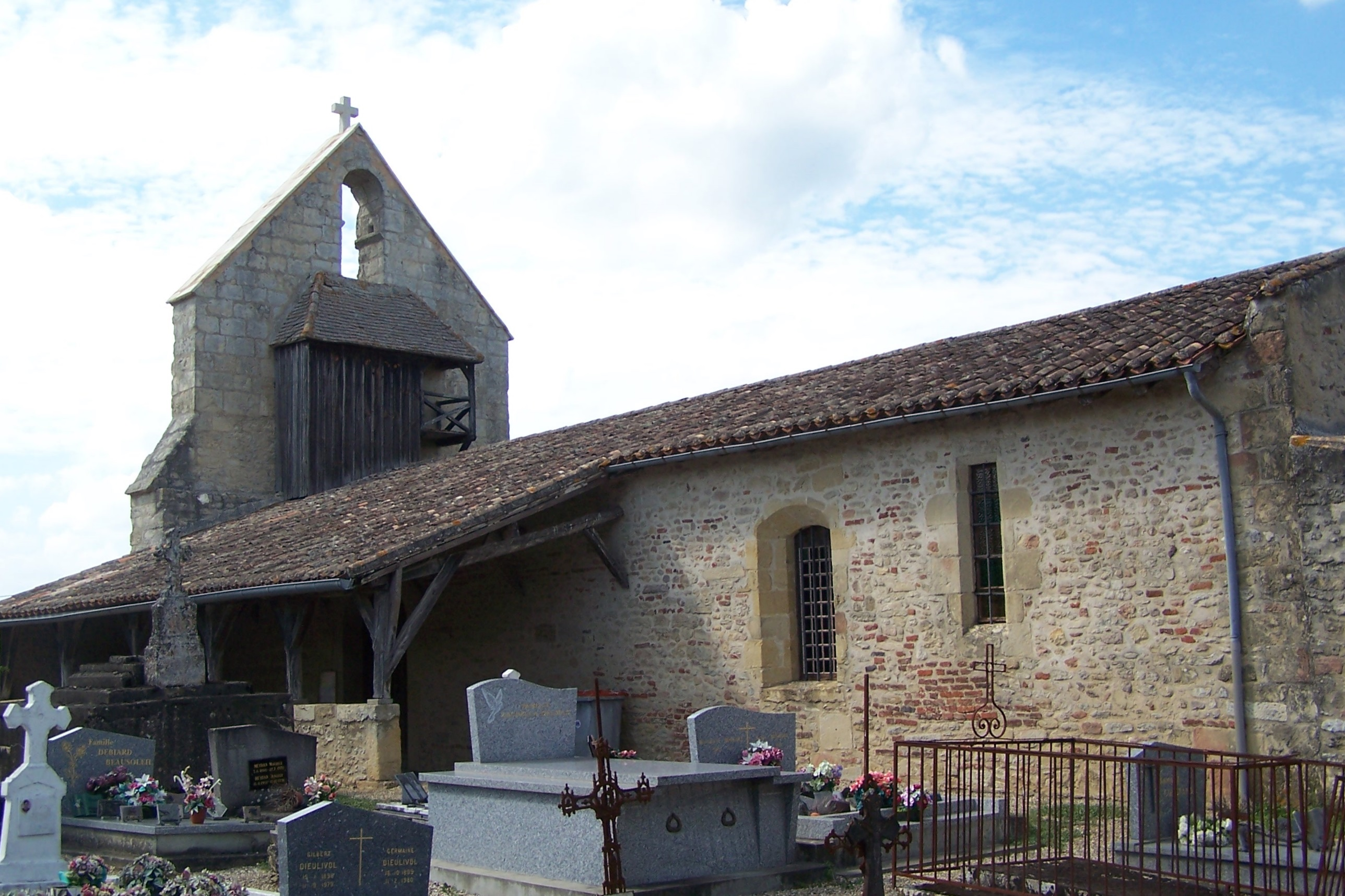
L'église Saint-Sève (août 2011)
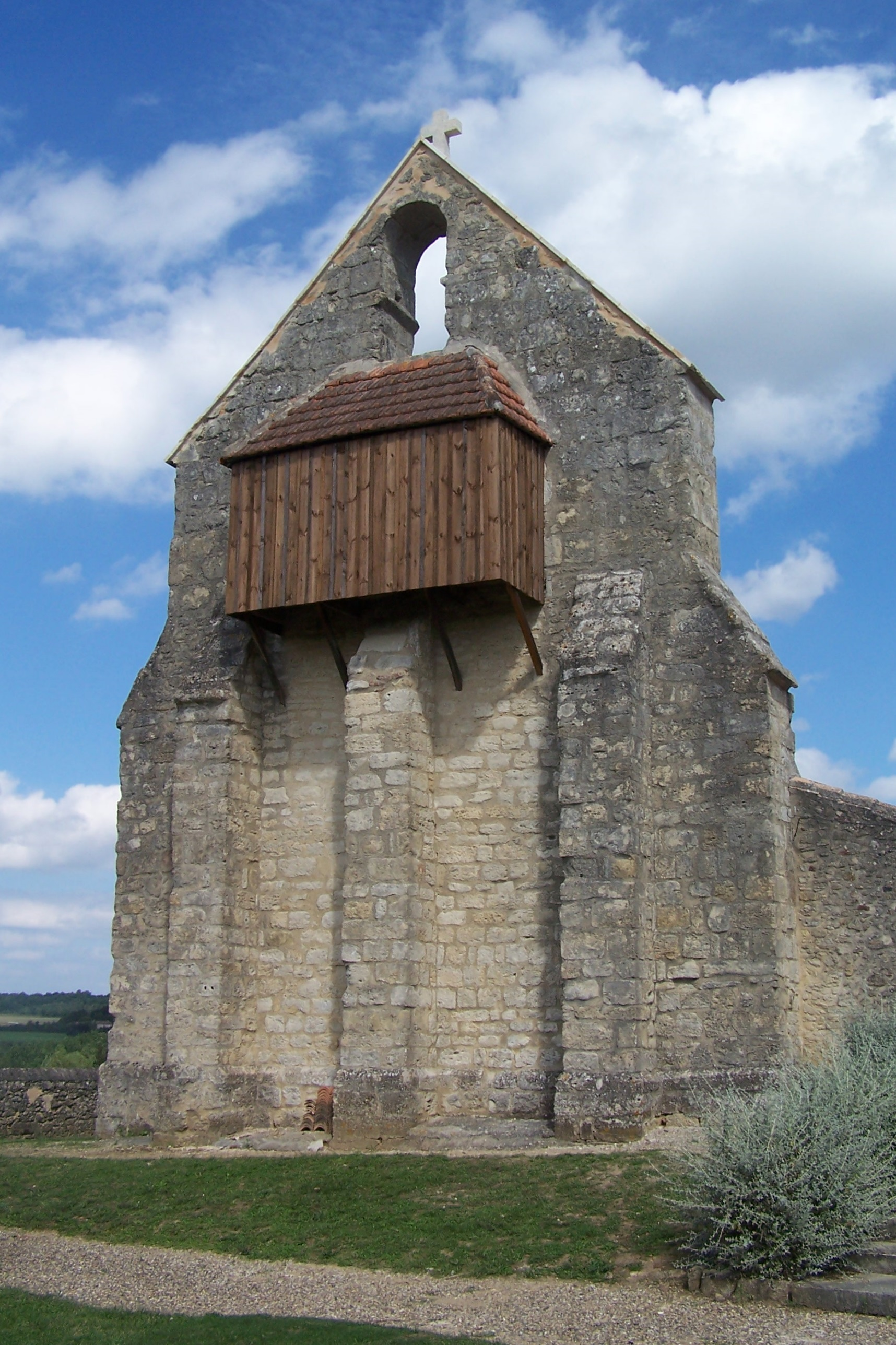
Façade ouest et clocher-mur de l'église (août 2011)
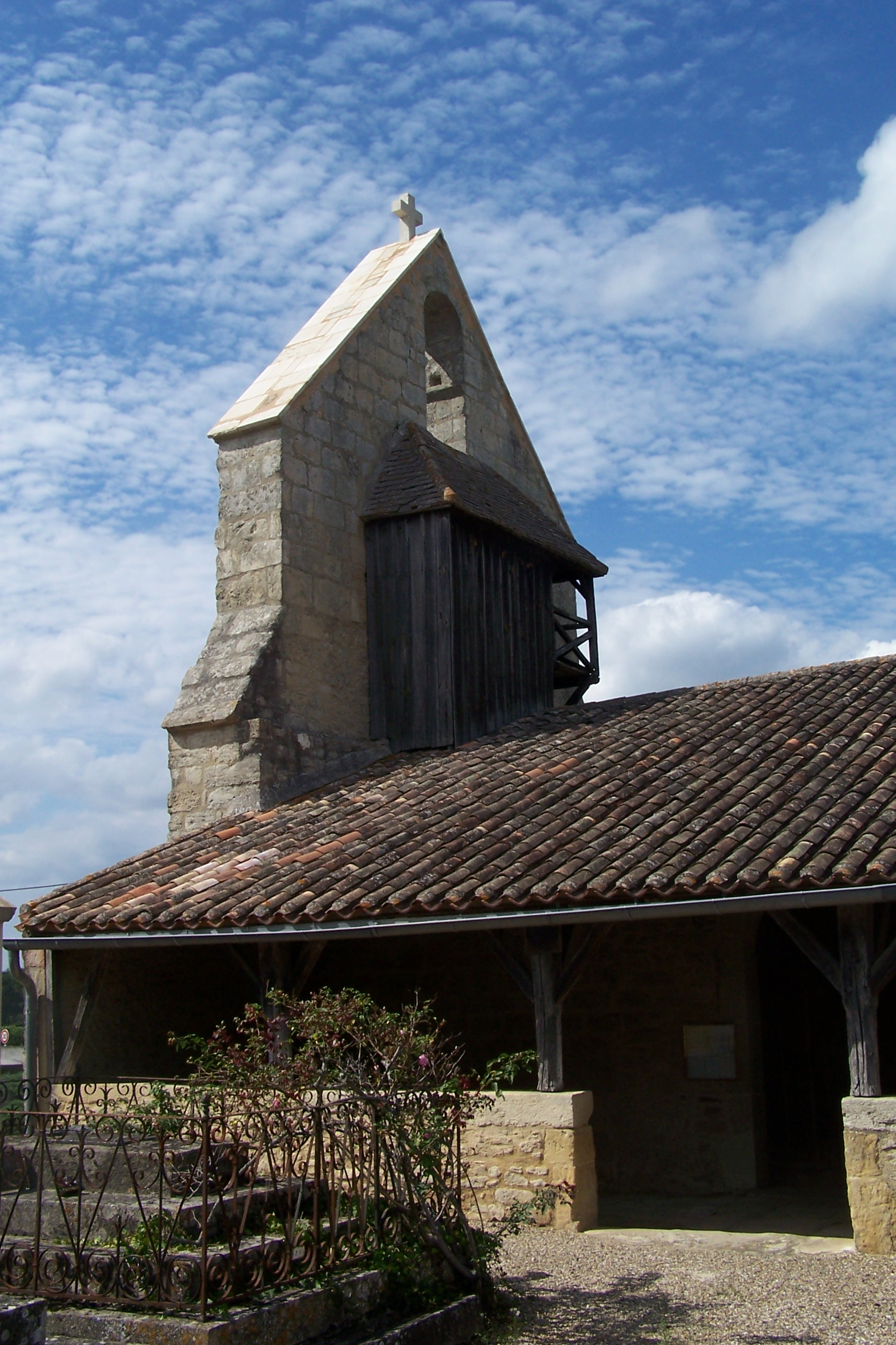
Porche et entrée de l'église, au sud (août 2011)
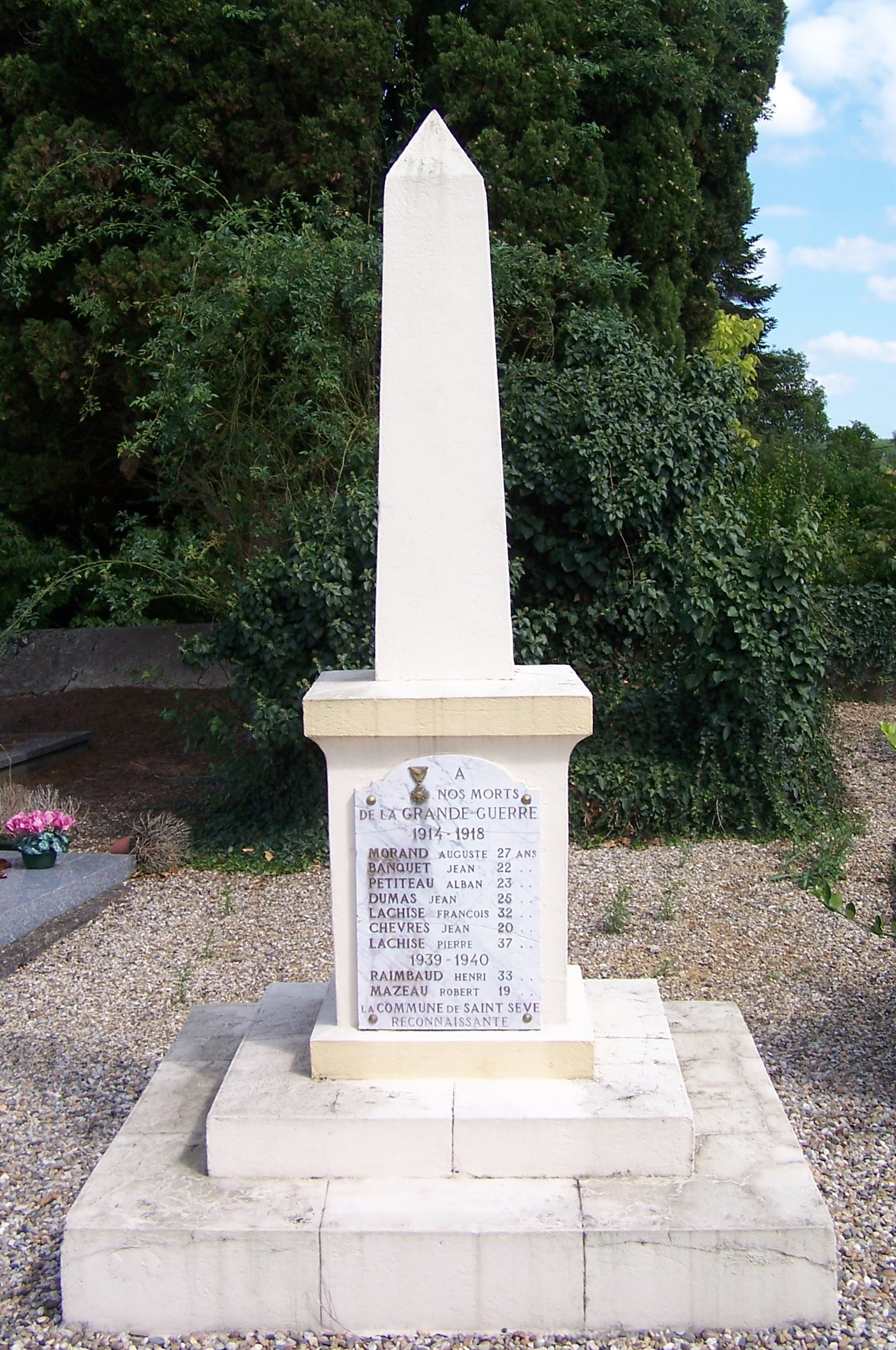
Le monument aux morts dans le cimetière (août 2011)

### Héraldique
| Armes | Les armes de Saint-Sève se blasonnent ainsi : Parti d'azur aux trois fleurs de lys d'or et de gueules semé de mouchetures d'hermine d'argent. |